# ベニジピン
ベニジピン（Benidipine）は高血圧の治療に利用されるジヒドロピリジン系のカルシウムチャネル拮抗薬の一つである。L型・T型・N型のカルシウムチャネルを抑制する。心保護作用、腎保護作用、交感神経抑制効果がある。商品名コニール。

## 禁忌
心原性ショックの患者には禁忌である。

## 副作用
重大な副作用として、肝機能障害、黄疸が添付文書に記載されている。

## 用法・用量
基本的には1日1回2〜4mgであるが、適宜増減（半量〜倍量）できる（最大8mg）。狭心症の治療に用いる際には、1回4mgを1日2回服用する。

## 入手性
ベニジピンは日本と東南アジアの一部の国でのみ用いられている。

## 作用機序
ベニジピンはカルシウム拮抗薬である。
ベニジピンは鉱質コルチコイド受容体に対して拮抗薬として働く抗鉱質コルチコイド薬でもある。